# On Stage (album Rainbow)
On Stage – pierwszy album koncertowy zespołu Rainbow. Materiał muzyczny został nagrany na niemieckich i japońskich koncertach podczas trasy Rising World Tour. Oprócz klasycznych utworów zespołu zawiera także cover wcześniejszego zespołu Blackmore’a – Deep Purple ("Mistreated"). Dodatkowo koncert urozmaicony jest znakomitymi solówkami i improwizacjami muzyków.
Kilka utworów pochodzących z różnych koncertów zostało połączonych przez producenta Martina Bircha oraz zmieniona została ich kolejność tak, aby można było je łatwo dopasować do czterech stron wydania winylowego.

## Lista utworów

### Strona 1
| 1. | "Kill the King" (Ronnie James Dio, Ritchie Blackmore, Cozy Powell)                                               | 5:32  |
|    | |       |
| 2. | a) "Medley: Man On The Silver Mountain" (Dio, Blackmore) b) "Blues" (Blackmore) c) "Starstruck" (Dio, Blackmore) | 11:12 |
|    | |       |
|    | | 16:44 |
|    | |       |

### Strona 2
| 3. | "Catch The Rainbow" (Dio, Blackmore) | 15:35 |
|    |                                      |       |
|    |                                      | 15:35 |
|    |                                      |       |

### Strona 3
| 4. | "Mistreated" (David Coverdale, Blackmore) | 13:03 |
|    |                                           |       |
|    |                                           | 13:03 |
|    |                                           |       |

### Strona 4
| 5. | "Sixteenth Century Greensleeves" (Dio, Blackmore) | 7:36  |
|    |                                                   |       |
| 6. | "Still I'm Sad" (Paul Samwell-Smith, Jim McCarty) | 11:01 |
|    |                                                   |       |
|    |                                                   | 18:37 |
|    |                                                   |       |

## Skład zespołu
- Ronnie James Dio – śpiew
- Ritchie Blackmore – gitara
- Tony Carey – instrumenty klawiszowe
- Jimmy Bain – gitara basowa
- Cozy Powell – perkusja

## Single
- 1977 – Kill The King / Man On the Silver Mountain (edytowany) / Mistreated (edytowany)